# Portada/efemèride maig 31
Paco Candel rebent la Medalla d'Or de la Generalitat de Catalunya.
« 30 de maig · 31 de maig · 1 de juny »